# Крачковский, Юлиан Фомич
Юлиа́н Фоми́ч Крачко́вский (25 июля (6 августа) 1840, деревня Озяты, Кобринский уезд, Гродненская губерния, Российская империя — 25 июля (7 августа) 1903, Вильна) — российский фольклорист, этнограф, историк, педагог, краевед, археограф. Действительный статский советник. Отец советского востоковеда И. Ю. Крачковского.

## Биография
Родился в деревне Озяты Кобринского уезда Гродненской губернии (ныне Республика Беларусь, Брестская область, Жабинковский район).
Окончил Литовскую духовную семинарию (1861) и Петербургскую духовную академию (1865) со степенью магистра. Отказался от духовного сана. Преподавал русский язык в Молодечненской учительской семинарии. Служил инспектором народных училищ Виленского учебного округа, затем директором Полоцкой учительской семинарии, позже — Виленского учительского института. С 3 августа 1880 года состоял в чине статского советника. 15 мая 1883 года произведён в действительные статские советники.
Был выслан Туркестан в 1884 году, когда были обнаружены подозрительные белорусские кружки в руководимом им учебном заведении — директором Туркестанской учительской семинарии.
После возвращения в Вильну состоял председателем Виленской археографической комиссии и музея (1888—1902).
Умер 25 июля 1903 года. Похоронен на Евфросиниевском кладбище в Вильне.

## Награды
- Орден Св. Станислава 2-й ст. с императорской короной (1872)
- Орден Св. Анны 2-й ст. (1875)[3]
- Орден Св. Владимира 4-й ст. (1 января 1880)[5]
- Орден Св. Владимира 3-й ст. (1888)[3]
- Орден Св. Станислава 1-й ст. (1893)[3]
- Медаль «В память русско-турецкой войны 1877—1878»[3]
- Медаль «В память царствования императора Александра III»[3]
- Знак Красного Креста[3]

## Труды
- Очерки из русской истории. — Вильна, 1869.
- Очерки Униятской церкви. — Кн. 1—2. — Москва, 1871; Кн. 3—4. — Москва, 1876.
- Быт западного русского селянина // Чтения в Императорском Обществе истории и древностей российских при Московском университете. — 1873. — Кн. 4.
- Пятидесятилетие воссоединения западно-русских униатов с православной церковью (1839-1889 г.) — Вильна, 1889.
- Памяти Помпея Николаевича Батюшкова — Вильна, 1892.
- Старая Вильна до конца XVII столетия — Вильна, 1893.
- Православные святыни г. Вильны — Москва, 1897.
- Русско-польские отношения: некоторые замечательные по этому предмету мысли, слова, речи, узаконения, размышления и рассуждения. — Изд. 2-е, доп. — Вильна: типография А. Г. Сыркина, 1897. — 178 с.
- Иван Петрович Корнилов. — Вильна, 1901.
- Исторический обзор деятельности управления Виленского учебного округа, 1803—1903 гг.: В 3 ч. / Под общ. ред. А. В. Белецкого. — Ч. 1, отд. 1: 1803—1842 г.г. / Сост. Ю. Ф. Крачковский. — Вильно, 1903.
- «К истории старой Вильны»;
- «Топография г. Вильны в XVI и XVII века»;
- ряд этнографических статей в «Виленском Сборнике»,
- несколько статей по истории унии.

Под его руководством были изданы несколько томов актов Виленской археографической комиссии (составитель 16-го и 20-го томов, автор предисловий к ним и к 25-му тому).